# 중심주
중심주(中心柱, stele)는 뿌리나 줄기의 중심부이다.

## 뿌리
뿌리의 경우에는 내피가 명료하므로 내피의 안쪽 부분을 전체적으로 중심주로서 다루고 있다. 증심주는 줄기와 마찬가지로 물관부와 체관부로 이루어져 있으며, 외떡잎식물에서는 부름켜가 없다.
한편, 내피와 관다발 사이의 유조직 부분을 '내초'라고 하는데, 세포 간극이 대단히 적은 부분이다. 바로 이 곳에서 원기가 만들어지며, 또한 부름켜가 분화되므로 내초는 분열 조직의 근원이 되는 중요한 장소라고 할 수 있다.
일반적으로 뿌리의 중심주 배열은 독립된 물관부와 체관부가 교대로 배열되는 '방사 중심주'로서, 대부분의 관속식물에서 공통적으로 나타난다.
그러나 이들은 다시 물관부가 중심부에 집중해 있는 경우와, 중심부는 속으로 차 있고 그 주위에 물관부가 흩어져 있는 경우로 나뉜다.

## 같이 보기
- 관다발

## 참고 문헌
- Foster, A. S. & Gifford, E. M. (1974). 《Comparative Morphology of Vascular Plants》 2판. San Francisco: W. H. Freeman. ISBN 978-0-7167-0712-7.